# Shpëtim Gina
Shpëtim Gina (ur. 13 grudnia 1951 roku w Beracie, zm. 15 sierpnia 1974 w Mamurrasie) – albański poeta, pisarz i dramaturg.

## Życiorys
W latach 1970–1974 studiował dziennikarstwo na Uniwersytecie Tirańskim. Pierwsze utwory poetyckie Giny powstały w okresie nauki w szkole średniej. W czasie studiów powstała pierwsza nowela I braktisuri (Porzucony), a następnie dramat Një dashuri (Ta miłość), napisany w konwencji sprzecznej z obowiązującymi zasadami realizmu socjalistycznego. Podobny charakter nosiły kolejne dramaty Giny Shtepia Nr. 161 (Mieszkanie nr. 161) i ukończony w czerwcu 1972 dramat Armiq (Wrogowie) zadedykowany zmarłej matce. We wrześniu 1972 Teatr Narodowy w Tiranie przygotował inscenizację dramatu Armiq, w reżyserii Mihallaqa Luarasiego, której premiera została zablokowana przez władze komunistyczne jako utworu modernistycznego, niezgodnego z duchem socrealizmu. W tym samym roku wycofano z programu telewizji albańskiej film dokumentalny Berati, do którego Gina napisał scenariusz. Ostatni dramat, nad którym pracował - Venema nie został ukończony. W sierpniu 1974 Gina zginął w niejasnych okolicznościach. Jego ciało znaleziono w rzece Drojë k. Mamurrasu, gdzie został wysłany na ćwiczenia wojskowe. Wyniki sekcji zwłok nie zostały ujawnione rodzinie zmarłego.

## Dzieła opublikowane
- 1994: Armiq : dramë
- 2012: Shija e vetmisë! : tregim (w: Standard : gazetë e përditshme, 17 XII 2012, s. 16-17)